# Handbook of Texas
Handbook of Texas é uma enciclopédia que abrange a geografia, história e personagens históricos do Texas, publicada pela Texas State Historical Association.